# Phyto cingulata
Phyto cingulata är en tvåvingeart som först beskrevs av Zetterstedt 1844.  Phyto cingulata ingår i släktet Phyto och familjen gråsuggeflugor. Arten är reproducerande i Sverige. Inga underarter finns listade i Catalogue of Life.